# 笑い飯哲夫のおもしろ社寺めぐり
『笑い飯哲夫のおもしろ社寺めぐり』（わらいめしてつおのおもしろしゃじめぐり）は、奈良テレビ（TVN）とBSよしもとが共同制作するテレビ番組。笑い飯・哲夫の冠番組である。

## 概要
奈良県桜井市出身で、仏教の書籍を5冊出版し、仏教マニアとしても知られている笑い飯・哲夫が奈良の寺社仏閣を訪ね、独自の視点で社寺の魅力を解説する。
毎回吉本興業所属のタレント（一部回を除く）が「ロケパートナー」として、哲夫とともに奈良県内の社寺を訪ねる。
本番組はもともと、哲夫がMC・コメンテーターを務める奈良テレビの情報番組『ならフライデー9』の中で放送されているコーナー「笑い飯哲夫の三倍楽しい社寺めぐり」を30分の独立番組化したものであり、『ならフライデー9』で放送されたコーナーVTRを30分に再編集して放送している。
奈良テレビとBSよしもとの共同制作番組で、BSよしもとでの放送開始から約半年後の2022年10月1日から奈良テレビでも放送を開始。

## 出演者

### MC・解説
- 笑い飯・哲夫

### ロケパートナー
- 主に吉本興業所属のタレントが毎回出演（一部回を除く）。
- 一部回では奈良県で活躍するご当地アイドルや、『ならフライデー９』のMCが出演することもある。

### ナレーター
- 名倉涼（TVNアナウンサー）

## ネット局
| 放送地域 | 放送局           | 放送時間           | 備考                                                                                   |
| -------- | ---------------- | ------------------ | -------------------------------------------------------------------------------------- |
| 日本全域 | BSよしもと       | 火曜 21:30 - 22:00 | 制作局。2022年３月22日放送開始。開始から2022年9月までは、火曜23:00 - 23:30の枠で放送。 |
| 奈良県   | 奈良テレビ (TVN) | 土曜 21:30 – 22:00 | 制作局。2022年10月1日放送開始。約半年遅れ。土曜10:30 - 11:00に前週放送回を再放送。     |

### 単発ネット局
- テレビ大阪（TVO）： 2024年12月30日5:45 - 6:50に「＃90　薬師寺・前編」「＃91 薬師寺・後編」を2本続けて放送[3]。

## スタッフ
（2022年3月28日時点）
- 統括・構成：樋口明（奈良テレビ放送）
- プロデューサー：松谷隆史・川添伊代（奈良テレビ放送）、大谷智朗（吉本興業）
- ディレクター：倉本朝治（遊写）
- カメラ：永井猛・福井康二・向井敬一郎（放送映画製作所）
- CG：山谷智美（奈良テレビ放送）
- 音楽／MA／EED：富田拓資（TTO）
- 制作著作：奈良テレビ放送、吉本興業